# Église de Santo António (Ponta Delgada)
 (septembre 2024).
L'église de Santo António est une église portugaise située dans la ville de Ponta Delgada, dans la freguesia de Santo António, sur l'île de São Miguel aux Açores.
Elle présente des pierres de basalte élaborées de couleur foncée, en particulier autour des portes et des fenêtres et sur le clocher. Sur la façade se trouvent des azulejos bleus et blancs qui racontent l'histoire de Saint Antoine (Santo Antonio).